# Beckiella bucephala
Beckiella bucephala är en kvalsterart som beskrevs av Balogh och Sandór Mahunka 1978. Beckiella bucephala ingår i släktet Beckiella och familjen Dampfiellidae. Inga underarter finns listade.